# Yélembidou
Yélembidou est une localité située dans le département de Dargo de la province du Namentenga dans la région Centre-Nord au Burkina Faso. 

## Éducation et santé
Le centre de soins le plus proche de Yélembidou est le centre de santé et de promotion sociale (CSPS) de Dargo tandis que le centre médical avec antenne chirurgicale (CMA) de la province se trouve à Boulsa.
Yélembidou possède une école primaire publique.